# Kocimiętka

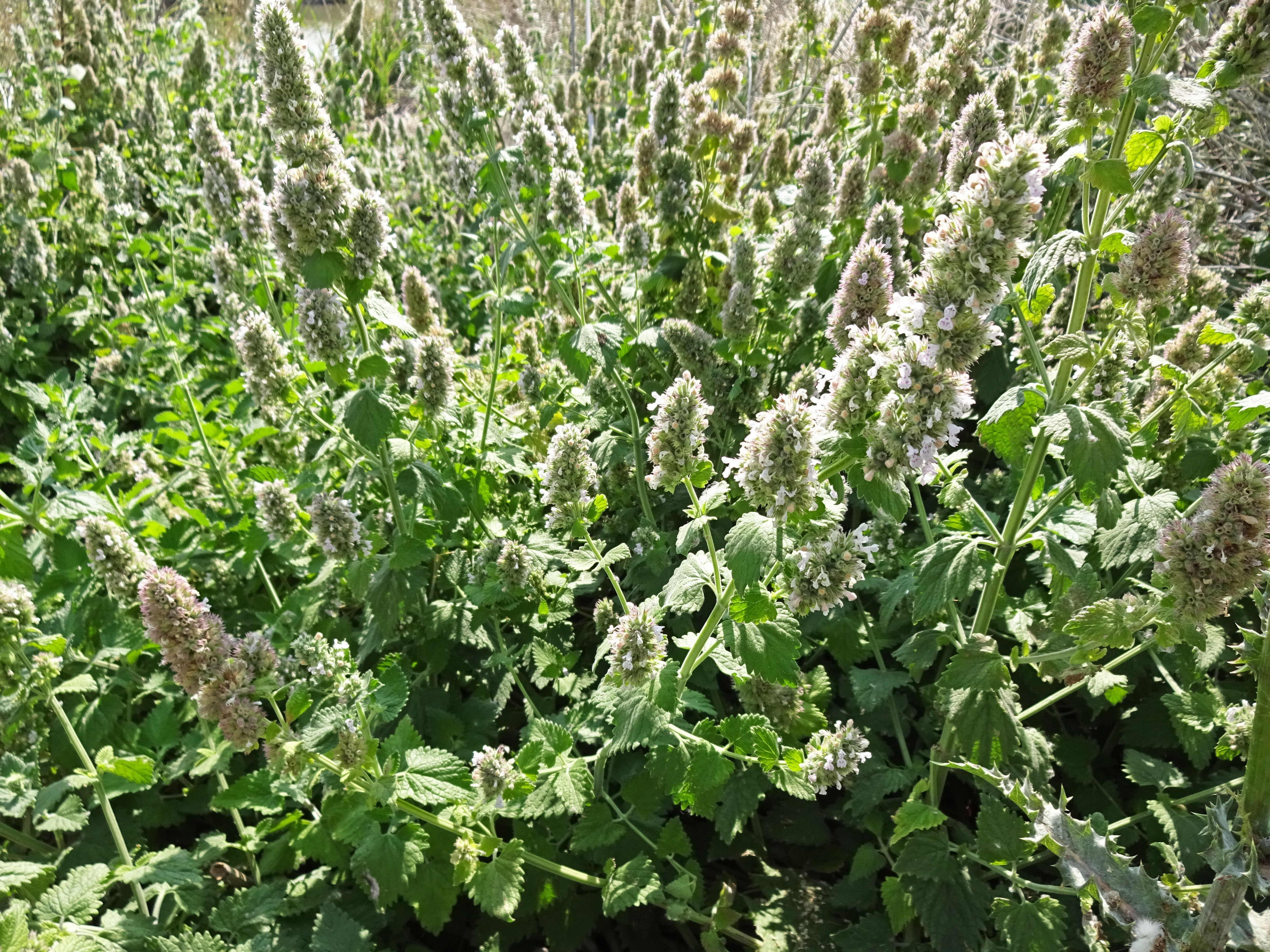
Kocimiętka właściwa

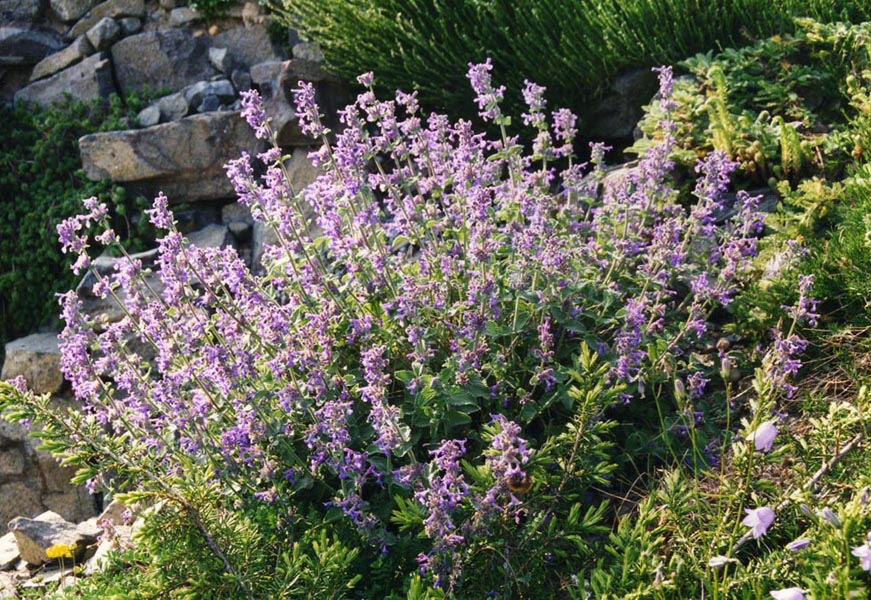
Kocimiętka Faassena

Kocimiętka (Nepeta L.) – rodzaj roślin z rodziny jasnotowatych. Obejmuje ok. 290 gatunków. Występują one w strefie umiarkowanej Europy, Azji oraz w północnej Afryce i na obszarach górskich w Afryce tropikalnej. W Polsce rodzimym gatunkiem jest tylko kocimiętka naga N. pannonica, kilka innych dziczeje trwale lub przejściowo. 
Rośliny zasiedlają zwykle suche, skaliste siedliska. Niektóre gatunki uprawiane są jako rośliny ozdobne, zwłaszcza kocimiętka Faassena N. × faasenii. Kocimiętka właściwa N. cataria stosowana jest w formie naparów w ziołolecznictwie, ma także działanie psychodeliczne. Niektóre gatunki zawierają nepetalakton, substancję wprawiającą wrażliwe na nią koty w stan euforyczny, w efekcie zwierzęta te tarzając się mogą zniszczyć rośliny. Z kolei króliki nie stanowią zagrożenia dla kocimiętek.

## Rozmieszczenie geograficzne
Rośliny z tego rodzaju występują w strefie umiarkowanej Europy (24 gatunki), bez północnej części kontynentu, w Azji (z wyjątkiem południowo-wschodniej jej części) oraz w północnej Afryce i na obszarach górskich w Afryce tropikalnej. Rośliny introdukowane z tego rodzaju występują w północnej Europie, na obu kontynentach amerykańskich oraz w Nowej Zelandii. 
W Polsce rośnie jako rodzimy jeden gatunek, kilka innych jest uprawianych i niektóre dziczeją trwale lub przejściowo.
Gatunki flory Polski
Pierwsza nazwa naukowa według listy krajowej, druga – obowiązująca według bazy taksonomicznej Plants of the World online (jeśli jest inna)
- kocimiętka Mussiniego Nepeta mussinii Spreng. ex Henckel ≡ kocimiętka groniasta Nepeta racemosa Lam. – efemerofit
- kocimiętka naga Nepeta pannonica L.
- kocimiętka wielkokwiatowa Nepeta grandiflora M. Bieb. – efemerofit
- kocimiętka właściwa Nepeta cataria L. – antropofit zadomowiony

## Morfologia

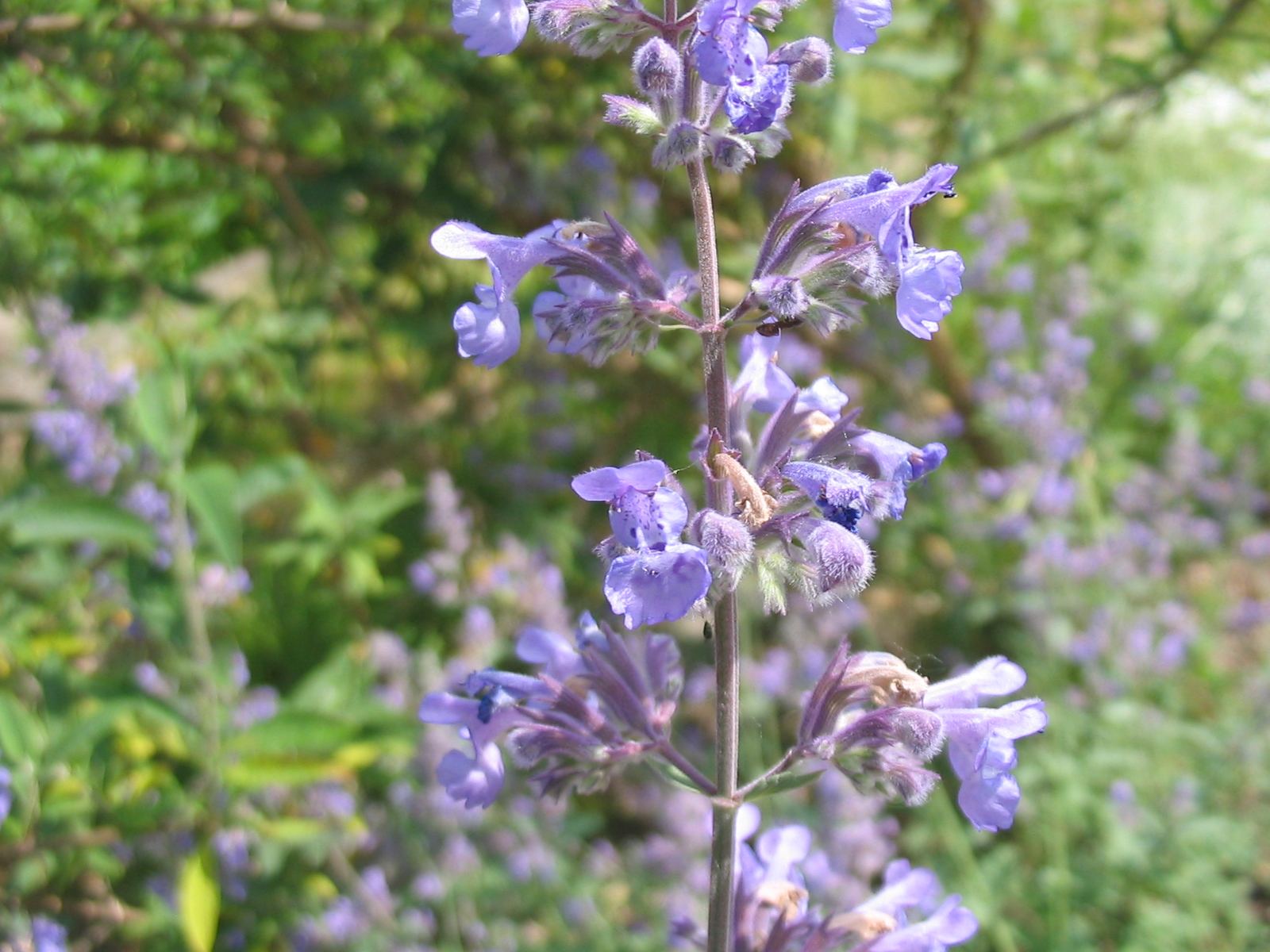
Kocimiętka wielkokwiatowa

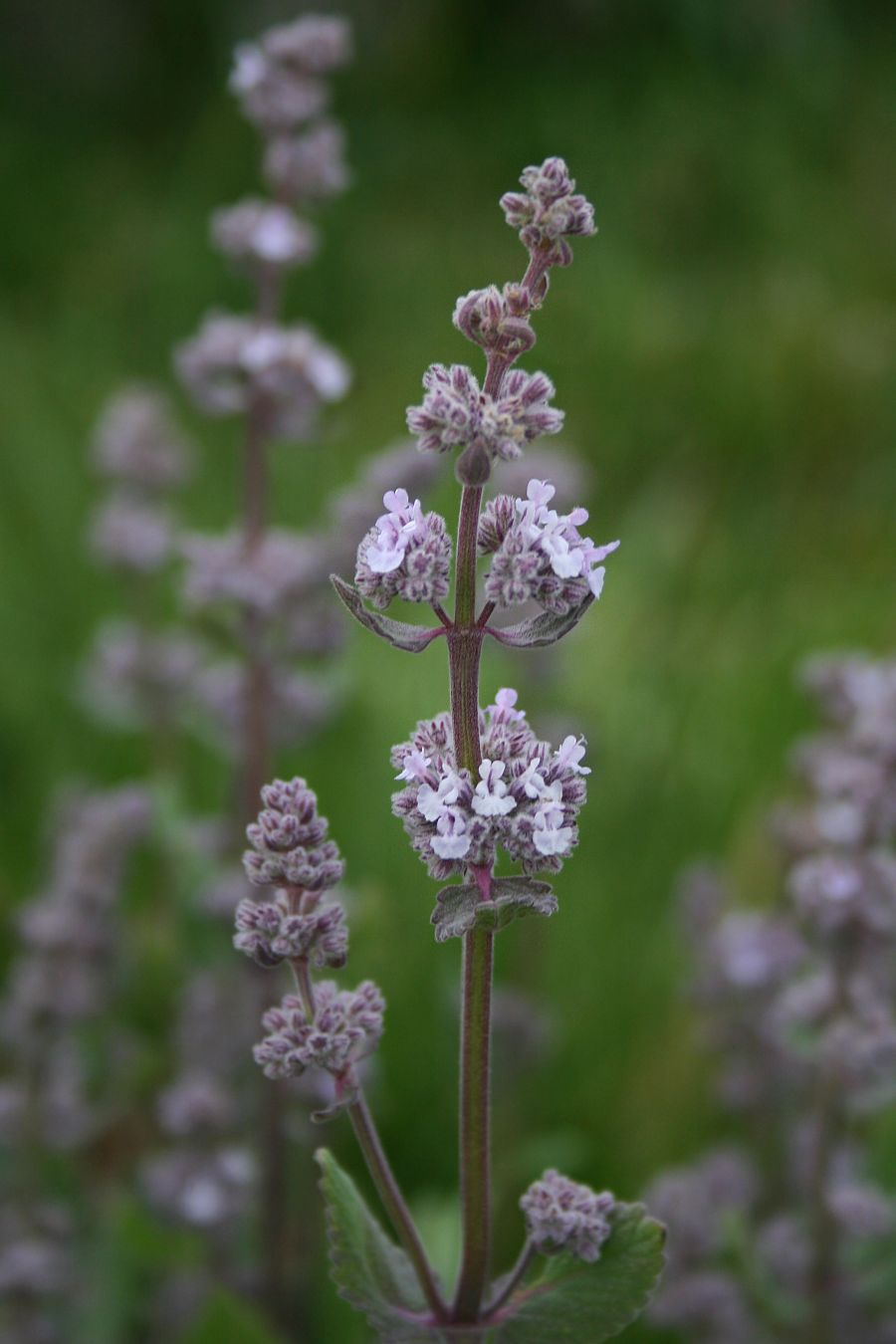
Kocimiętka naga

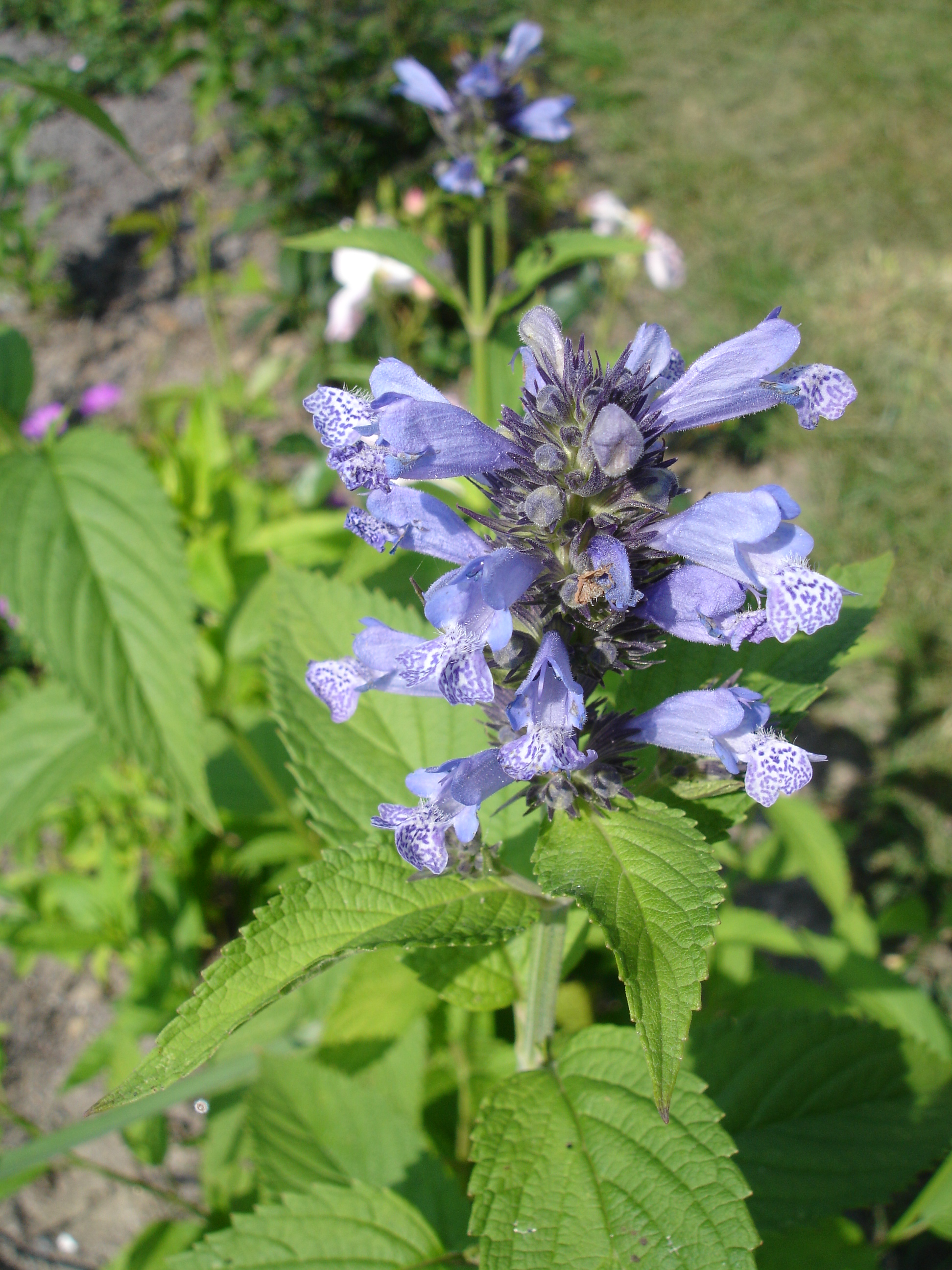
Nepeta manchurensis

PokrójByliny, rzadko rośliny jednoroczne, osiągające do 1,2 m wysokości.
LiścieUlistnienie naprzeciwległe. Liście zwykle aromatyczne, pojedyncze i karbowane lub ząbkowane.
KwiatyZebrane w nibyokółkach w szczytowej części pędu. Kielich zrosłodziałkowy, 5-ząbkowy, z 15 żyłkami przewodzącymi. Korona niebieska lub biała, rzadziej żółta. U nasady zrośnięte płatki tworzą rurkę lejkowatą lub dzwonkowatą zakończoną dwiema wargami. Warga górna zakończona jest dwiema łatkami, a dolna trzema, z których środkowa jest największa. Cztery pręciki w dwóch parach, z których górna jest dłuższa, ale i ona nie wystaje z rurki korony. Zalążnia złożona z dwóch owocolistków, dwukomorowa, w każdej komorze z dwoma zalążkami. Szyjka słupka pojedyncza, z dwudzielnym znamieniem o nierównych ramionach.
OwoceCzterodzielne rozłupnie, rozpadające się na cztery pojedyncze rozłupki.

## Systematyka
Pozycja systematyczna
Rodzaj z podplemienia Nepetinae z plemienia Mentheae, podrodziny Nepetoideae w rodzinie jasnotowatych Lamiaceae.
Wykaz gatunków
- Nepeta adenoclada Bornm.
- Nepeta adenophyta Hedge
- Nepeta adenothrix (Rech.f.) Jamzad & Serpoosh.
- Nepeta agrestis Loisel.
- Nepeta alaghezi Pojark.
- Nepeta alatavica Lipsky
- Nepeta algeriensis de Noé
- Nepeta allotria Rech.f.
- Nepeta altimurana (Rech.f.) Jamzad & Serpoosh.
- Nepeta amicorum Rech.f.
- Nepeta amoena Stapf
- Nepeta anamurensis Gemici & Leblebici
- Nepeta annua Pall.
- Nepeta apuleji Ucria
- Nepeta archibaldii Rech.f.
- Nepeta argolica Bory & Chaub.
- Nepeta argutidens (Rech.f.) Jamzad & Serpoosh.
- Nepeta assadii Jamzad
- Nepeta assurgens Hausskn. & Bornm.
- Nepeta astorensis Shinwari & Chaudhri
- Nepeta atlantica Ball
- Nepeta autraniana Bornm.
- Nepeta avromanica Jamzad & Serpoosh.
- Nepeta azadkouhensis Saberamoli
- Nepeta azurea R.Br. ex Benth.
- Nepeta badachschanica Kudrjasch.
- Nepeta bakhtiarica Rech.f.
- Nepeta balouchestanica Jamzad & Ingr.
- Nepeta barbara Maire
- Nepeta barfakensis Rech.f.
- Nepeta batalica Reshi
- Nepeta baytopii Hedge & Lamond
- Nepeta bazoftica Jamzad
- Nepeta bellevii Prain
- Nepeta betonicifolia C.A.Mey.
- Nepeta binaloudensis Jamzad
- Nepeta bituminosa (Fisch. & C.A.Mey.) Jamzad & Serpoosh.
- Nepeta bodeana Bunge
- Nepeta × boissieri Willk.
- Nepeta bokhonica Jamzad
- Nepeta bombaiensis Dalzell
- Nepeta bornmuelleri Hausskn. ex Bornm.
- Nepeta botschantzevii Czern.
- Nepeta brachyantha Rech.f. & Edelb.
- Nepeta bracteata Benth.
- Nepeta brevifolia C.A.Mey.
- Nepeta bucharica Lipsky
- Nepeta caerulea Aiton
- Nepeta caesarea Boiss.
- Nepeta campestris Benth.
- Nepeta camphorata Boiss. & Heldr.
- Nepeta × campylantha Rech.f.
- Nepeta cataria L. – kocimiętka właściwa
- Nepeta cephalotes Boiss.
- Nepeta chionophila Boiss. & Hausskn.
- Nepeta ciliaris Benth.
- Nepeta cilicica Boiss. ex Benth.
- Nepeta clarkei Hook.f.
- Nepeta coerulescens Maxim.
- Nepeta complanata Dunn
- Nepeta concolor Boiss. & Heldr. ex Benth.
- Nepeta conferta Hedge & Lamond
- Nepeta congesta Fisch. & C.A.Mey.
- Nepeta connata Royle ex Benth.
- Nepeta consanguinea Pojark.
- Nepeta crinita Montbret & Aucher ex Benth.
- Nepeta crispa Willd.
- Nepeta curviflora Boiss.
- Nepeta cyanea Steven – kocimiętka modra
- Nepeta cyrenaica Quézel & Zaffran
- Nepeta czegemensis Pojark.
- Nepeta czukavinae Kamelin & Lazkov
- Nepeta daenensis Boiss.
- Nepeta decolorans Hemsl.
- Nepeta deflersiana Schweinf. ex Hedge
- Nepeta densiflora Kar. & Kir.
- Nepeta dentata C.Y.Wu & S.J.Hsuan
- Nepeta denudata Benth.
- Nepeta depauperata Benth.
- Nepeta dirmencii Yild. & Dinç
- Nepeta discolor Royle ex Benth.
- Nepeta distans Royle ex Benth.
- Nepeta drassiana Reshi
- Nepeta dschuparensis Bornm.
- Nepeta duthiei Prain & Mukerjee
- Nepeta elegans Lipsky
- Nepeta elegantissima Jamzad & Serpoosh.
- Nepeta elliptica Royle ex Benth.
- Nepeta elymaitica Bornm.
- Nepeta erecta (Royle ex Benth.) Benth.
- Nepeta eremokosmos Rech.f.
- Nepeta eremophila Hausskn. & Bornm.
- Nepeta eriosphaera Rech.f. & Köie
- Nepeta eriostachya Benth.
- Nepeta ernesti-mayeri Diklic & V.Nikolic
- Nepeta everardii S.Moore
- Nepeta × faasenii Bergmans ex Stearn – kocimiętka Faassena
- Nepeta flavida Hub.-Mor.
- Nepeta floccosa Benth.
- Nepeta foliosa Moris
- Nepeta fordii Hemsl.
- Nepeta formosa Kudrjasch.
- Nepeta freitagii Rech.f.
- Nepeta glechomifolia (Dunn) Hedge
- Nepeta gloeocephala Rech.f.
- Nepeta glomerata Montbret & Aucher ex Benth.
- Nepeta glomerulosa Boiss.
- Nepeta glutinosa Benth.
- Nepeta gontscharovii Kudrjasch.
- Nepeta govaniana (Wall. ex Benth.) Benth.
- Nepeta graciliflora Benth.
- Nepeta granatensis Boiss.
- Nepeta grandiflora M.Bieb. – kocimiętka wielkokwiatowa
- Nepeta grata Benth.
- Nepeta griffithii Hedge
- Nepeta gumerica Reshi
- Nepeta hedgei Freitag
- Nepeta heliotropifolia Lam.
- Nepeta hemsleyana Oliv. ex Prain
- Nepeta henanensis C.S.Zhu
- Nepeta hindostana (B.Heyne ex Roth) Haines
- Nepeta hispanica Boiss. & Reut.
- Nepeta hormozganica Jamzad
- Nepeta humilis Benth.
- Nepeta hymenodonta Boiss.
- Nepeta hystrix Greuter
- Nepeta iranshahrii Rech.f.
- Nepeta isaurica Boiss. & Heldr. ex Benth.
- Nepeta ispahanica Boiss.
- Nepeta italica L.
- Nepeta jakupicensis Micevski
- Nepeta jomdaensis H.W.Li
- Nepeta juncea Benth.
- Nepeta knorringiana Pojark.
- Nepeta koeieana Rech.f.
- Nepeta kokamirica Regel
- Nepeta kokanica Regel
- Nepeta komarovii E.A.Busch
- Nepeta kotschyi Boiss.
- Nepeta kurdica Hausskn. & Bornm.
- Nepeta kurramensis Rech.f.
- Nepeta ladanolens Lipsky
- Nepeta laevigata (D.Don) Hand.-Mazz.
- Nepeta lagopsis Benth.
- Nepeta lamiifolia Willd.
- Nepeta lamiopsis Benth. ex Hook.f.
- Nepeta lancefolia Reshi
- Nepeta lasiocephala Benth.
- Nepeta latifolia DC. – kocimiętka szerokolistna
- Nepeta laxiflora Benth.
- Nepeta leucolaena Benth. ex Hook.f.
- Nepeta linearis Royle ex Benth.
- Nepeta lipskyi Kudrjasch.
- Nepeta longibracteata Benth.
- Nepeta longiflora Vent.
- Nepeta longituba Pojark.
- Nepeta lophanthus (L.) Fisch. ex Loew
- Nepeta ludlow-hewittii Blakelock
- Nepeta macrosiphon Boiss.
- Nepeta mahanensis Jamzad & M.Simmonds
- Nepeta manchuriensis S.Moore
- Nepeta mariae Regel
- Nepeta maussarifii Lipsky
- Nepeta melissifolia Lam. – kocimiętka melisolistna
- Nepeta membranifolia C.Y.Wu
- Nepeta menthoides Boiss. & Buhse
- Nepeta meyeri Benth.
- Nepeta michauxii Briq.
- Nepeta micrantha Bunge
- Nepeta minuticephala Jamzad
- Nepeta mirei Quézel
- Nepeta mirzayanii Rech.f. & Esfand.
- Nepeta monocephala Rech.f.
- Nepeta monticola Kudr.
- Nepeta multibracteata Desf.
- Nepeta multicaulis Mukerjee
- Nepeta multifida L.
- Nepeta narynensis Kamelin & Lazkov
- Nepeta natanzensis Jamzad
- Nepeta nawarica Rech.f.
- Nepeta nepalensis Spreng.
- Nepeta nepetella L. – kocimiętka zwyczajna
- Nepeta nepetoides (Batt. ex Pit.) Harley
- Nepeta nervosa Royle ex Benth. – kocimiętka żyłkowana
- Nepeta nivalis Benth.
- Nepeta nuda L. – kocimiętka naga
- Nepeta obtusicrena Boiss. & Kotschy ex Hedge
- Nepeta odorifera Lipsky
- Nepeta olgae Regel
- Nepeta orphanidea Boiss.
- Nepeta ouroumitanensis Franch.
- Nepeta oxyodonta Boiss.
- Nepeta pabotii Mouterde
- Nepeta padamica Reshi
- Nepeta paktiana Rech.f.
- Nepeta pamirensis Franch.
- Nepeta parnassica Heldr. & Sartori
- Nepeta paucifolia Mukerjee
- Nepeta persica Boiss.
- Nepeta petraea Benth.
- Nepeta pharica Prain
- Nepeta phyllochlamys P.H.Davis
- Nepeta pilinux P.H.Davis
- Nepeta pinetorum Aitch. & Hemsl.
- Nepeta podlechii Rech.f.
- Nepeta podostachys Benth. – kocimiętka kłosowata
- Nepeta pogonosperma Jamzad & Assadi
- Nepeta polyodonta Rech.f.
- Nepeta praetervisa Rech.f.
- Nepeta prattii H.Lév.
- Nepeta prostrata Benth.
- Nepeta pseudokokanica Pojark.
- Nepeta pubescens Benth.
- Nepeta pungens (Bunge) Benth.
- Nepeta racemosa Lam. – kocimiętka groniasta
- Nepeta raphanorhiza Benth.
- Nepeta rechingeri Hedge
- Nepeta rivularis Bornm.
- Nepeta roopiana Bordz.
- Nepeta rotundifolia (Benth.) Benth.
- Nepeta rtanjensis Diklic & Milojevic
- Nepeta rubella A.L.Budantzev
- Nepeta rugosa Benth.
- Nepeta saccharata Bunge
- Nepeta sahandica Noroozi & Ajani
- Nepeta santoana Popov
- Nepeta saturejoides Boiss.
- Nepeta schiraziana Boiss.
- Nepeta schmidii Rech.f.
- Nepeta schtschurowskiana Regel
- Nepeta schugnanica Lipsky
- Nepeta scordotis L.
- Nepeta septemcrenata Ehrenb. ex Benth.
- Nepeta sessilifolia Bunge
- Nepeta sessilis C.Y.Wu & S.J.Hsuan
- Nepeta shahmirzadensis Assadi & Jamzad
- Nepeta sheilae Hedge & R.A.King
- Nepeta sibirica L. – kocimiętka syberyjska
- Nepeta sorgerae Hedge & Lamond
- Nepeta sosnovskyi Askerova
- Nepeta souliei H.Lév.
- Nepeta spathulifera Benth.
- Nepeta sphaciotica P.H.Davis
- Nepeta spruneri Boiss.
- Nepeta stachyoides Coss. ex Batt.
- Nepeta staintonii Hedge
- Nepeta stenantha Kotschy & Boiss.
- Nepeta stewartiana Diels
- Nepeta straussii Hausskn. & Bornm.
- Nepeta stricta (Banks & Sol.) Hedge & Lamond
- Nepeta suavis Stapf
- Nepeta subcaespitosa Jehan
- Nepeta subhastata Regel
- Nepeta subincisa Benth.
- Nepeta subintegra Maxim.
- Nepeta subsessilis Maxim. – kocimiętka rozłożysta
- Nepeta sudanica F.W.Andrews
- Nepeta sulfuriflora P.H.Davis
- Nepeta sungpanensis C.Y.Wu
- Nepeta supina Steven
- Nepeta taxkorganica Y.F.Chang
- Nepeta tenuiflora Diels
- Nepeta tenuifolia Benth.
- Nepeta teucriifolia Willd.
- Nepeta teydea Webb & Berthel.
- Nepeta tibestica Maire
- Nepeta × tmolea Boiss.
- Nepeta trachonitica Post
- Nepeta transiliensis Pojark.
- Nepeta trautvetteri Boiss. & Buhse
- Nepeta trichocalyx Greuter & Burdet
- Nepeta tschimganica (Lipsky) Jamzad & Serpoosh.
- Nepeta tuberosa L.
- Nepeta turanica Jamzad & Serpoosh.
- Nepeta turcica (Dirmenci, Yildiz & Hedge) Jamzad & Serpoosh.
- Nepeta tytthantha Pojark.
- Nepeta uberrima Rech.f.
- Nepeta ucranica L. – kocimiętka ukraińska
- Nepeta veitchii Duthie
- Nepeta velutina Pojark.
- Nepeta viscida Boiss.
- Nepeta vivianii (Coss.) Bég. & Vacc.
- Nepeta wettsteinii Heinr.Braun
- Nepeta wilsonii Duthie
- Nepeta woodiana Hedge
- Nepeta wuana H.J.Dong, C.L.Xiang & Jamzad
- Nepeta yanthina Franch.
- Nepeta yazdiana (Rech.f.) Jamzad & Serpoosh.
- Nepeta yesoensis (Franch. & Sav.) B.D.Jacks.
- Nepeta zandaensis H.W.Li
- Nepeta zangezura Grossh.

## Zastosowanie
Kocimiętki znajdują zastosowanie w ziołolecznictwie.
Są to również ważne rośliny miododajne (wydajność z 1 hektara wynosi 150–200 kilogramów miodu), dlatego warto sadzić je w pobliżu pasiek. Niektóre gatunki i mieszańce są uprawiane jako rośliny ozdobne.

## Wpływ na koty i muchy

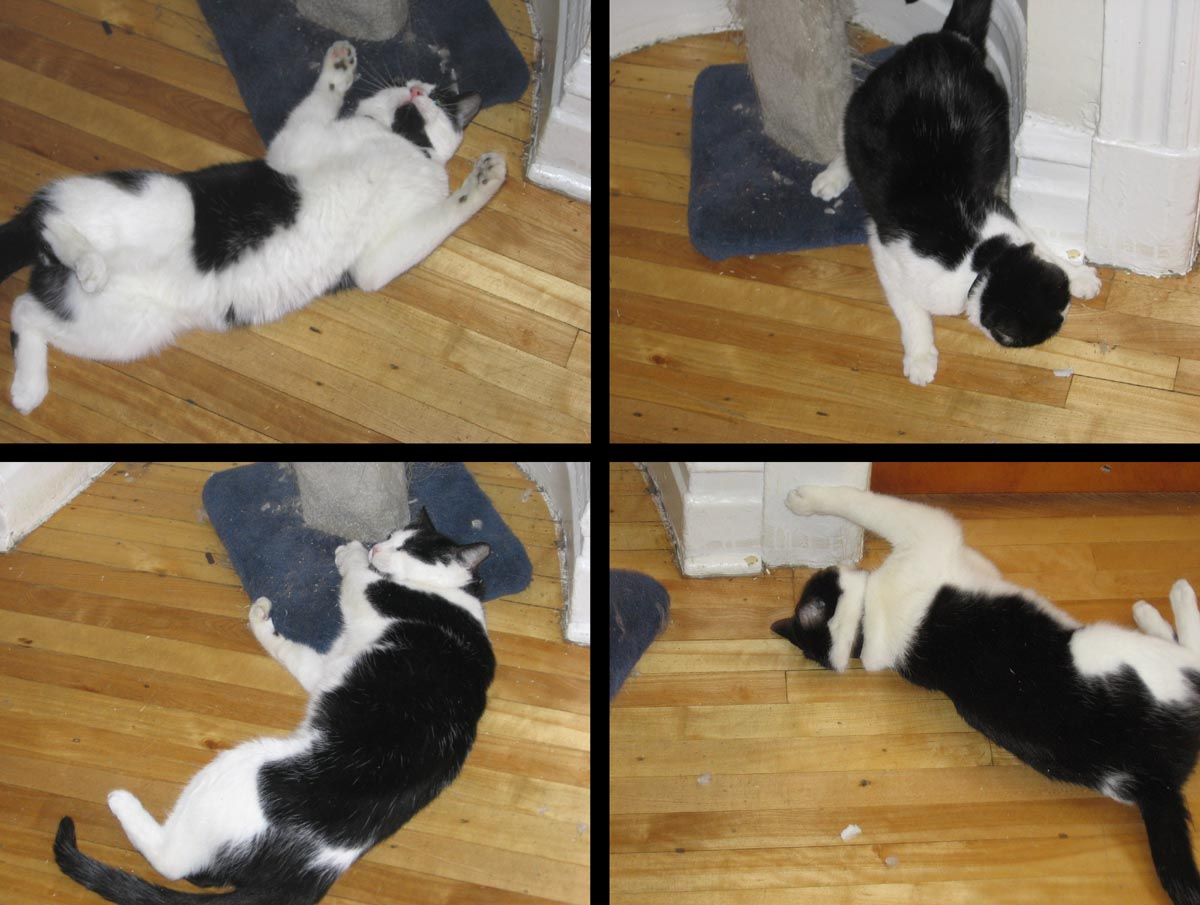
Zachowanie kota w pobliżu kocimiętki

Kocimiętka znana jest także z wpływu, jaki wywiera na koty, od czego pochodzi nazwa rodzaju. Około 2/3 kotów jest podatnych na działanie kocimiętki, cecha ta jest dziedziczna.
Rośliny zawierają nepetalakton, będący prawdopodobnie kocim feromonem. Kiedy kot wyczuwa kocimiętkę, zaczyna się w niej tarzać, chwytać łapami, gryźć, lizać, następnie głośno mruczy i miauczy. Trwa to około 10 minut, po czym zwierzę traci zainteresowanie rośliną. Po kolejnych 2 godzinach cały proces może zajść na nowo. Małe kocięta i starsze koty wykazują mniejsze zainteresowanie kocimiętką, bardzo wyczulone na jej działanie wydają się osobniki w wieku rozrodczym.
Kocimiętka skutecznie odstrasza także niektóre owady: muchy bolimuszki kleparki (Stomoxys calcitrans, które żywią się krwią dużych ssaków, np. koni i krów), muchy domowe i karaczany.